# Theodor Taulow von Rosenthal
Theodor Anton Taulow von Rosenthal (12. ledna 1702 Hildesheim – 10. června 1779 Vídeň) byl státní úředník, první archivář Haus-, Hof- und Staatsarchivu ve Vídni (dnešní Rakouský státní archiv).
O jeho mládí není mnoho známo. Začínal v České dvorské kanceláři, od roku 1727 jako kancelista, od 1735 jako koncipista, od 1738 jako radní protokolista a od 1746 jako sekretář České dvorské kanceláře. Po zrušení kanceláře nastoupil jako sekretář Directoria in publicis et cameralibus. V roce 1749 byl pověřen vytvořením Haus-, Hof- und Staatsarchivu (ředitelem byl jmenován teprve 1758).
Pro archiv hledal v archivech v Praze v institucionálních (korunního archivu) i soukromých archivech, poté byly originály listin předány do Vídně (přičemž stavové dostali ověřené opisy). Rosenthal byl i literárně činný, psal historické práce dotýkající se Čech (byť většina z těchto prací zůstala nevydaná). Udržoval také kontakty s českou historickou obcí, například Gelasiem Dobnerem, Josefem Bonaventurou Pitrem, Magnoaldem Ziegelbauerem a českým guberniálním archivářem Janem Josefem Klauserem.